# Alfred Chupin
Pour les articles homonymes, voir Chupin.
Alfred Pierre Marie Chupin, né le 13 août 1916 à Brest et mort le 26 juillet 2021 à Formentera, aux Baléares, est un homme politique français.

## Biographie
Fils d'un négociant brestois, Alfred Chupin est ingénieur de formation. Il intègre l’École de l'air en 1936 (promotion Astier de Villate) alors installée dans les petites écuries de Versailles. Breveté pilote de l'Armée de l'air, il est affecté sur Bloch MB.210 et Douglas DR7. Démobilisé en 1942 et après des études à l’École supérieure d'électricité, il travaille à Paris au Service technique des télécommunications. Il rejoint la résistance en juin 1944 et devient capitaine des FFI,,. Après guerre, patron d'une entreprise de plomberie et chauffage il s'engage en politique dans le sillage du général de Gaulle.
Élu maire de Brest, porté par la vague RPF de 1947, son mandat reste entaché par la mort d'un militant CGT, Édouard Mazé, tué pendant une manifestation durement réprimée par les forces de l'ordre le 17 avril 1950.
Il devient conseiller général du Finistère deux ans plus tard, en 1949, puis député, toujours sous l'étiquette RPF, en 1951.
En cours de mandat, il se rapproche du centre gauche, et rejoint le groupe de l'UDSR après la dissolution du RPF en 1953. Cette même année, il perd la mairie de Brest au profit du MRP Yves Jaouen.
Votant pour l'investiture de Mendès en 1954, il soutient la politique de ce dernier, et s'éloigne encore plus de ses positions gaullistes initiales lorsqu'il se prononce en faveur de la CED.
Tête de la liste du RGR dans le Finistère en 1956, il n'obtient que 3,2 % des voix et perd son siège. Il ne revient pas ensuite dans la vie politique.

## Détail des fonctions et des mandats
- 17 juin 1951 - 1er décembre 1955 : député du Finistère[6]
- 26 octobre 1947 - 9 mai 1953 : maire de Brest[5]